# Malcolm MacKenzie
Malcolm John MacKenzie (Sheffield, 30 september 1961) is een professioneel golfer uit Engeland. 

## Carrière
MacKenzie werd in 1980 professional. Toen MacKenzie in 2006 op het BMW International Open startte was hij de vierde speler die 600 toernooien op de Europese PGA Tour had gespeeld. In 2002 speelde hij zijn 20ste seizoen op de Tour en behaalde hij zijn enige overwinning, Trevor Immelman had een slag meer en werd tweede. MacKenzie heeft zich zes keer voor het weekend gekwalificeerd bij het Brits Open. Zijn beste resultaat was een 5de plaats in 1992 op Muirfield. Eind 2003 moest hij een schouderoperatie ondergaan. Eind 2005 verloor hij zijn Tour-kaart. 
MacKenzie is getrouwd en heeft vier kinderen.

## Gewonnen
Europese Tour
- 2002: Novotel Perrier Open de France

Elders
- 1985: Zimbabwe Open